# Milčetići
 Milčetići  (olaszul: Milcetici ) falu Horvátországban Tengermellék-Hegyvidék megyében. Közigazgatásilag Malinska-Dubašnica községhez tartozik.

## Fekvése
Krk északnyugati részén a tengerparton Malinskától délnyugatra, vele összeépülve fekszik. A szigetnek ezt a részét, ahova Milčetići és a környező települések is tartoznak Dubašnicának hívják. A falu egy kisebb házcsoport körül alakult ki, amelyet valószínűleg kiterjedt család lakott. A lakóházak alapterületének bővülésével és a hagyományos építési formák 19. századi fejlődésével ennek a régebbi település magjának egy része több házból és melléképületből, valamint a településrészből álló komplexummá olvadt össze és tovább terjeszkedett a környező területeken. A földeket kőfalakkal választották el, és az utakat is szárazon rakott kőfalak jelölték. A házak többnyire egy- és kétszintes házak voltak, téglalap alaprajzzal, egyszerűen formázott homlokzatokkal és nyeregtetővel. Jellemző elemei a külső kőlépcsők és boltíves teraszok, a földszinten a pince, míg a felső szinten lakóterek találhatók.

## Története
Nevét egykori lakóiról a Milčetić családról kapta, akik ma is a faluban és környékén élnek a legtöbben. Velence vazallusaiként Krk szigetét 1480-ig a Frangepánok igazgatták. Dubašnica volt a Krk-sziget egyetlen része, ahol ebben a korban városi település nem alakult ki. Ezt a vidéket egykor nagy kiterjedésű erdők és köztük legelők borították, az újonnan érkező lakosság azonban fokozatosan szántókká változtatta. Dubašnica egykori központja Bogovići volt, mivel itt állt a plébániatemplom. A település mára már egészen egybeolvadt Malinskával. A sziget 1480-tól közvetlenül Velencei Köztársasághoz tartozott. A napóleoni háborúk egyik következménye a 18. század végén a Velencei Köztársaság megszűnése volt. Napóleon bukása után Krk is osztrák kézre került, majd a 19. század folyamán osztrák uralom alatt állt. 1867-től 1918-ig az Osztrák-Magyar Monarchia része volt. 1857-ben 73, 1910-ben 81 lakosa volt. A szomszédos Malinska fejlődése az 1880-as években az első turistahajók érkezésével indult meg. Ez a lakosság számának növekedésében is megmutatkozott és a két település fokozatosan egybeolvadt. Az Osztrák–Magyar Monarchia bukását rövid olasz uralom követte, majd a település a Szerb–Horvát–Szlovén Királyság része lett. A második világháború idején előbb olasz, majd német csapatok szállták meg. A háborút követően újra Jugoszlávia, majd az önálló horvát állam része lett. Milčetićinek 2011-ben 241 lakosa volt.

## Lakosság
| Lakosság változása | Lakosság változása | Lakosság változása | Lakosság változása | Lakosság változása | Lakosság változása | Lakosság változása | Lakosság változása | Lakosság változása | Lakosság változása | Lakosság változása | Lakosság változása | Lakosság változása | Lakosság változása | Lakosság változása | Lakosság változása |
| ------------------ | ------------------ | ------------------ | ------------------ | ------------------ | ------------------ | ------------------ | ------------------ | ------------------ | ------------------ | ------------------ | ------------------ | ------------------ | ------------------ | ------------------ | ------------------ |
| 1857               | 1869               | 1880               | 1890               | 1900               | 1910               | 1921               | 1931               | 1948               | 1953               | 1961               | 1971               | 1981               | 1991               | 2001               | 2011               |
| 73                 | 80                 | 81                 | 88                 | 88                 | 81                 | 86                 | 92                 | 78                 | 66                 | 63                 | 49                 | 61                 | 62                 | 251                | 241                |